# Chiesa di Sant'Anna all'Arenella
La chiesa di Sant'Anna all'Arenella è uno storico luogo di culto cattolico di Napoli, sito in via Arenella, nel quartiere Arenella, uno dei quartieri alti della città.

## Storia
Il saponaro Francesco Troncone, ovvero colui che a Napoli raccoglieva roba in disuso nelle strade o dalle abitazioni, acquistò una tela mal ridotta di sant'Anna e Maria bambina, donandola poi ad un suo vicino, Costantino Punzo; questi la espose nel cortile del fabbricato. Nel 1896, a seguito di un fortissimo temporale abbattutosi sulla città, l'immagine volò dal cortile e fu in seguito ritrovata da Amalia Stampa del Preite. La nobildonna aveva due figli Mario e Roberto in prima linea durante la I Guerra Mondiale. Amalia devota da sempre a Sant’Anna chiese la grazia di far
tornare i figli indenni dal conflitto. Così fu. Mantenendo fede alla promessa fatta la signora si impegnò nel far erigere una chiesa in onore della Santa come suo ex voto . Papa Pio XI la autorizzo e fu scelto come ordine monastico le suore di Giovanni Battista le quali si dedicarono alla cura delle orfanelle e la Chiesa fu adibita per molti come orfanotrofio. L'edificio di culto fu eretto secondo un complesso progetto dell'architetto Ferdinando de Rosenheim.